# Cianoza
Cianoza ali modrikavost je posinjelost kože in/ali sluznic zaradi prisotnosti prevelikih količin deoksigeniranega hemoglobina v krvi v lasnicah na telesni površini.

## Razdelitev
Ločimo centralno in periferno cianozo. Pri prvi se modrikavost kaže predvsem na obrazu in na ustnicah, pri drugi pa predvsem na koži okončin.

### Centralna cianoza
Centralna cianoza se pojavi zaradi nezadostne oksigenacije krvi v pljučih ali zaradi primešanja venozne krvi k arterijski (desno-levi spoj).
Akutno se lahko pride do cianoze zaradi asfiksije, na primer zaradi dušitve in je pomemben bolezenski znak pri blokadi dihanja.

### Periferna cianoza
Periferna cianoza se pojavi zaradi motene mikrocirkulacije na določenem področju. Kri ne odteka dovolj hitro iz kapilar v venule in se prekomerno deoksigenira.